# Filialkirche Rittersdorf (Irschen)

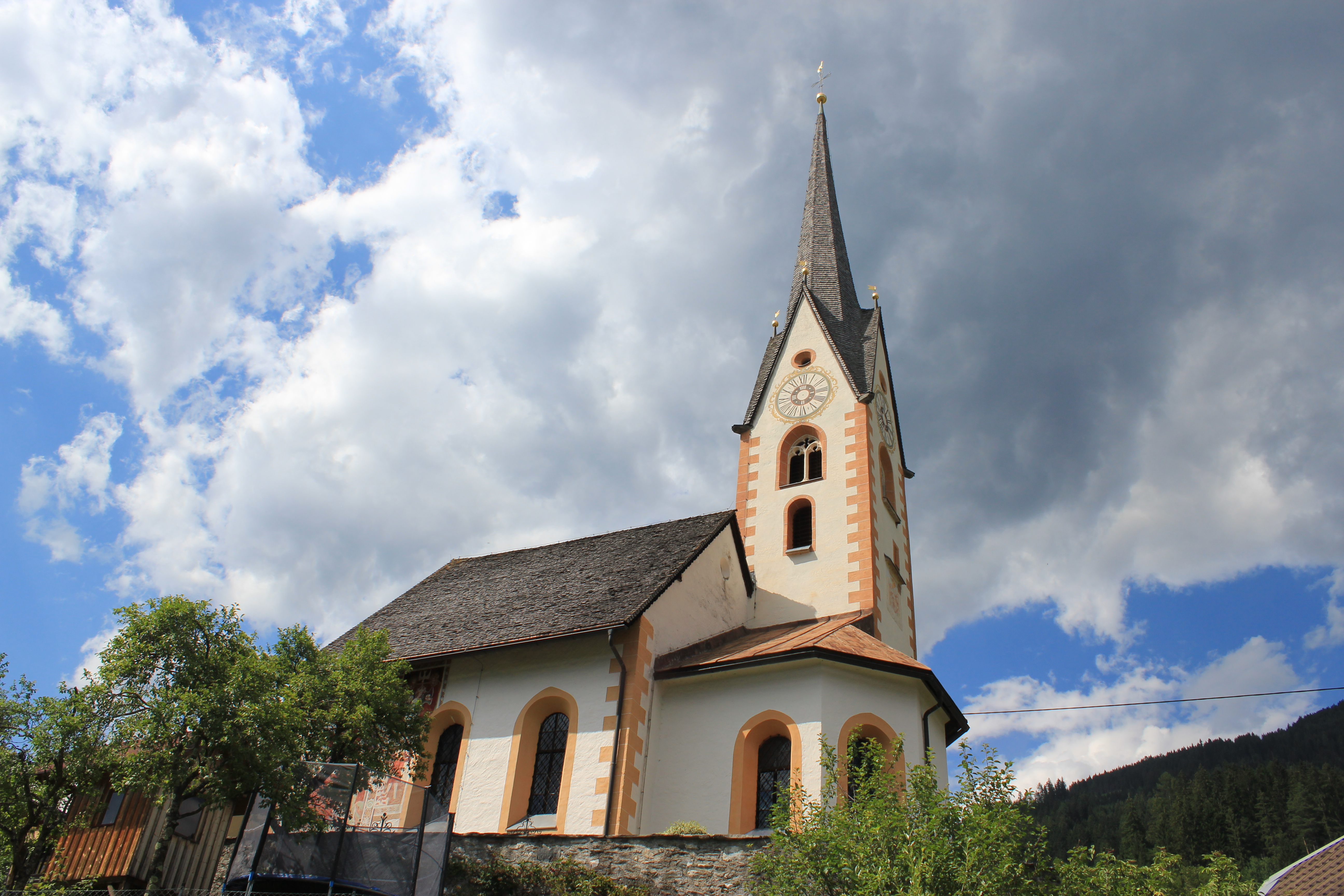

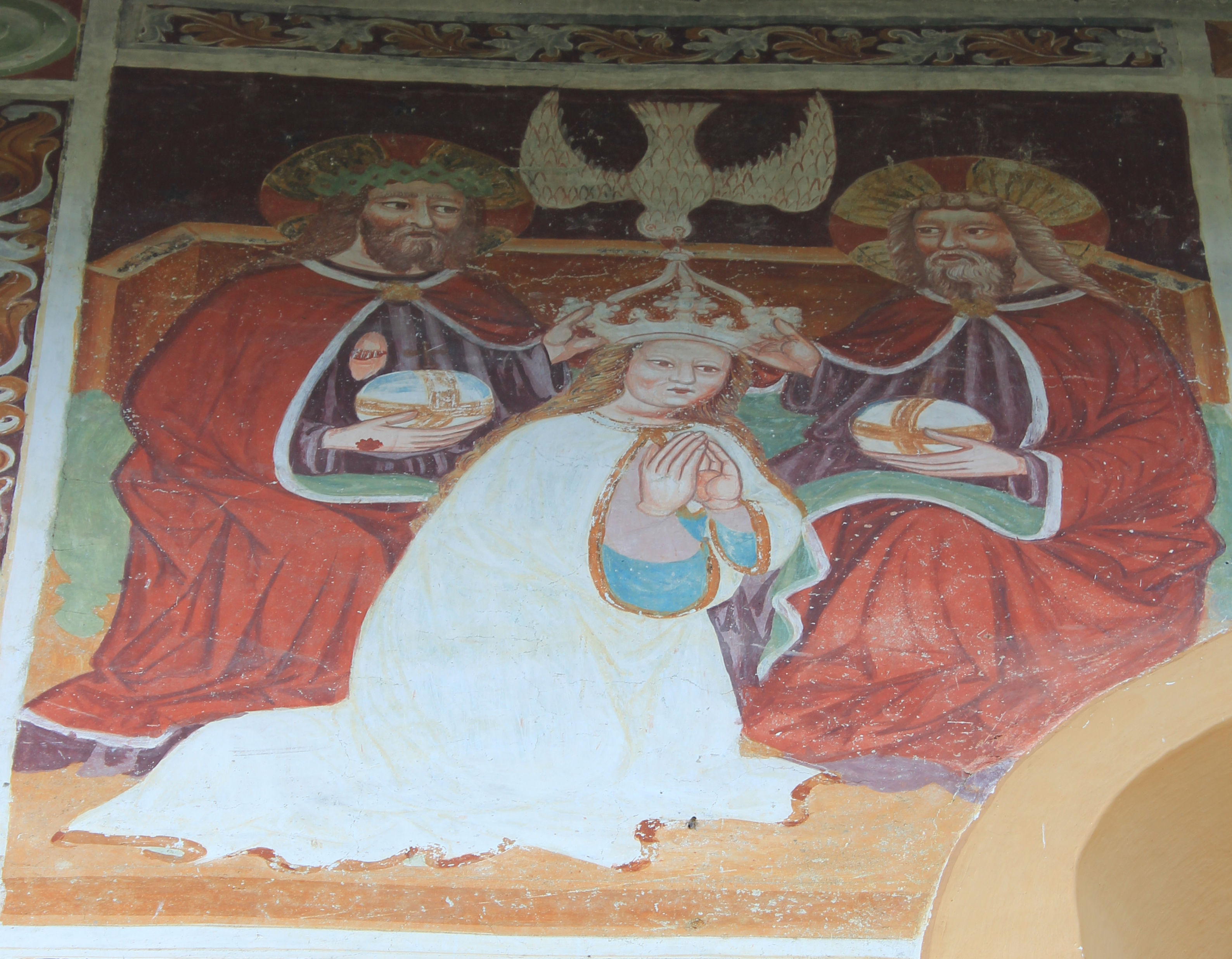
Marienkrönung

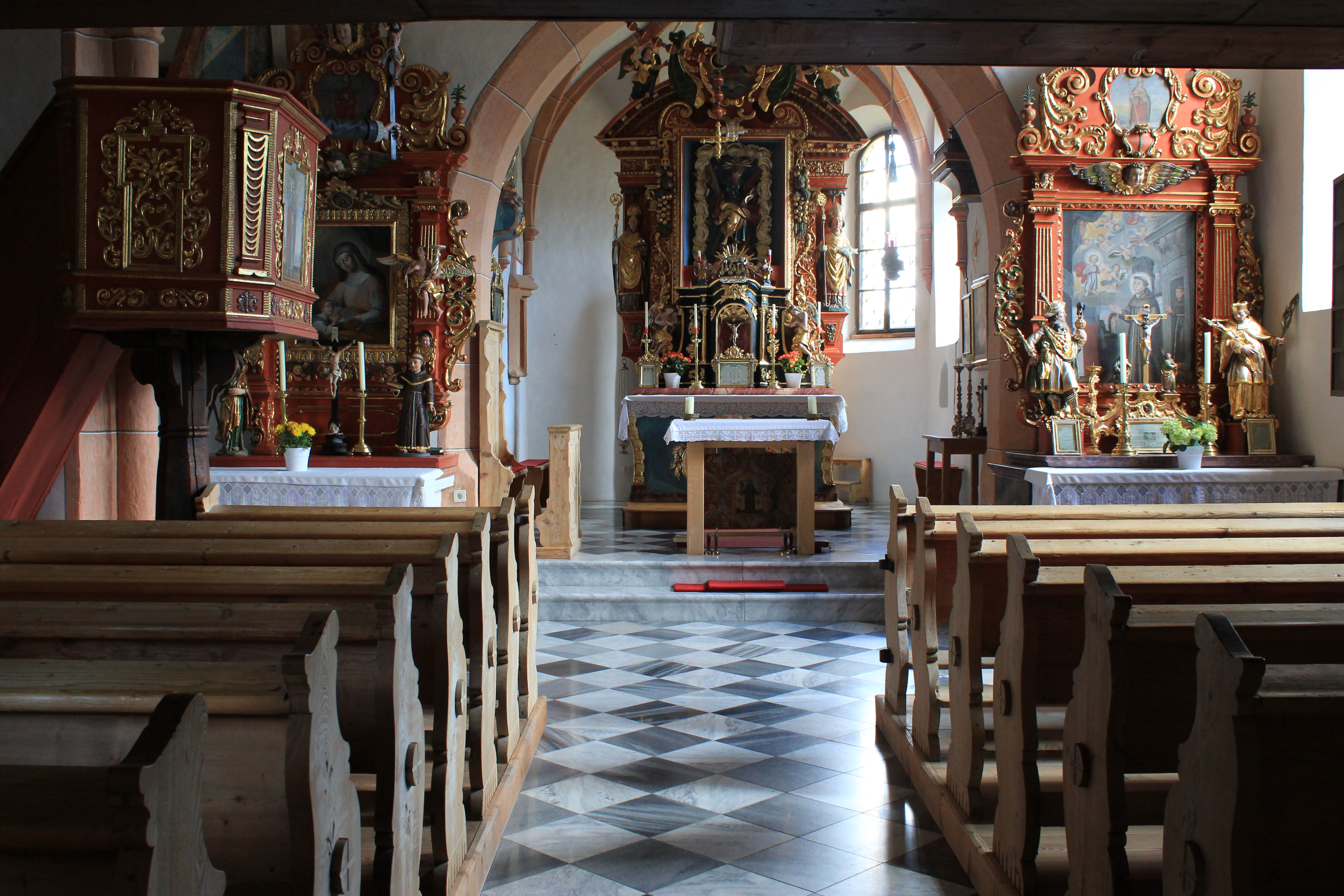
Innenansicht

Die römisch-katholische Filialkirche Rittersdorf in der Gemeinde Irschen ist dem heiligen Andreas geweiht. Die Kirche wurde urkundliche erstmals zwischen 1006 und 1039 genannt. Bis 1805 war Rittersdorf Teil der Pfarre Berg und wurde bis 1856 von dieser Pfarre betreut. Heute gehört Rittersdorf zur Pfarre Irschen.

## Baubeschreibung
Die kleine spätgotische Anlage besteht aus einem ungegliederten Langhaus und einem niedrigeren, eingezogenen Chor mit Fünfachtelschluss. Der im 14./15. Jahrhundert errichtete Turm an der Nordseite mit einer Glocke aus der Mitte des 14. Jahrhunderts wird von einem Spitzgiebelhelm bekrönt. Die Wandgemälde an der Südwand mit den Darstellungen der Heiligen Christophorus und Florian sowie einer Marienkrönung entstanden in der zweiten Hälfte des 15. Jahrhunderts. Der Vorhallenzubau stammt aus dem 20. Jahrhundert. Im aus neuerer Zeit stammenden Rundbogen des profilierten Westportals haben sich Teile von Blendmaßwerk des einstigen Tympanons erhalten. In der Vorhalle befinden sich ein gemauerter Tisch für Opfergaben und ein spätgotischer Weihwasserstein.
Im dreijochigen Langhaus ruht ein einfaches Netzrippengewölbe vom Ende des 15. Jahrhunderts auf halbrunden Vorlagen mit tief herabgezogenen Kapitellen auf eingezogenen Strebepfeilern. Die Strebepfeiler bilden nördlich tiefere und südlich seichtere Nischen. Die hölzerne Empore trägt die 1725 von Ignatius Grewitscher gebaute Barockorgel. Der abgefaste, spitzbogige Triumphbogen verbindet das  Langhaus mit dem einjochigen Chor. Der Chor hat ein Netzrippengewölbe auf Konsolen. An der Chornordwand befindet sich eine rechteckige Sakramentsnische in profilierter Umrahmung. Ein abgefastes Portal führt in die Sakristei im Turmerdgeschoß. An der Nordwand des Chores ist ein Renaissancegemälde in Seccotechnik mit der Darstellung des Mannawunders zu sehen. Die Weltgerichtsdarstellung an der Westwand entstand um 1600.

## Ausstattung
Der mit Fruchtgehänge dekorierte Hochaltar von 1688 birgt in der Mittelnische eine Statue des Apostels Andreas, flankiert von den Figuren der Heiligen Nikolaus und Ulrich aus der Mitte des 15. Jahrhunderts. Die beiden Seitenaltäre entstanden am Ende des 17. Jahrhunderts. Das Altarblatt des linken Seitenaltars zeigt den Unterricht Mariens. Seitlich stehen die Statuetten der Heiligen Andreas und Antonius von Padua aus dem 17. Jahrhundert. Der rechte Seitenaltar stellt im Mittelbild den heiligen Antonius von Padua dar und trägt die Skulpturen der Heiligen Oswald und Johannes Nepomuk sowie eine kleine Kreuzigungsgruppe.
Am spätbarocken Wandaltar im nördlichen Mitteljoch stehen die volkstümlichen Figuren der Heiligen Ulrich und Nikolaus sowie eine bekleidete Muttergottes mit Kind aus dem 15. Jahrhundert, die einst an einer Prozessionsstange angebracht war. Die Kanzel mit dem Bild des Guten Hirten entstand 1688 und wird am Schalldeckel von der Figur des heiligen Paulus bekrönt. Vor dem Triumphbogen hängt eine Rosenkranzgruppe aus der zweiten Hälfte des 17. Jahrhunderts.
Zur weiteren Ausstattung der Kirche zählen ein gotisches Vortragekreuz, eine von Jakob Kreisnegger Mitte des 19. Jahrhunderts geschnitzte Schutzengelgruppe und eine Muttergottes mit Kind vom Ende des 17. Jahrhunderts sowie Bilder der Vierzehn Nothelfer und der heiligen Corona.